# Gymnastikos Syllogos Ergotelīs
Il Gymnastikos Syllogos Ergotelīs (in greco: Γυμναστικός Σύλλογος Εργοτέλης), meglio noto semplicemente come Ergotelis, è una società calcistica greca con sede nella città di Candia, Creta. Milita nel campionato regionale di Candia, la quarta divisione del calcio greco.

## Origini
L'Ergotelis è stato fondato il 7 agosto 1929 da rifugiati greci dall'Asia Minore che si erano trasferiti a Candia dopo la guerra greco-turca. Lo stesso nome della squadra, Ergotelis, è stato preso da quello di un famoso cretano vincitore delle Olimpiadi al tempo dell'antica Grecia. Fin dai primi anni della sua storia, il club si distinse per alcuni comportamenti progressisti, come il libero accesso delle donne alle discipline e alla dirigenza.Nella stagione 2005-2006 l'Ergotelis è giunto primo nella Beta Ethniki ed è stato promosso.

## Rivalità con l'OFI Creta
L'Ergotelis è stato la migliore squadra di Candia per vari anni, fino all'ascesa al potere in Grecia della Giunta. Con l'arrivo dei militari l'allora ministro dello sport presentò una legge che costringeva i migliori giocatori dell'Ergotelis ad andare all'OFI Creta, senza che avessero alcun potere decisionale, dal momento che l'OFI era visto come un club indigeno e che non era accettabile che fosse la seconda squadra di Creta dietro ad una società fondata da immigrati turchi, l'Ergotelis.
Probabilmente dietro a questa decisione del potere greco di retrocedere l'Ergotelis, c'era il fatto che la squadra aveva concesso il proprio campo di gioco per un concerto del dissidente Mikis Theodorakis, avvenuto il 9 agosto 1966.
Da allora l'OFI è divenuto il peggior rivale dei tifosi dell'Ergotelis, benché i tifosi dell'OFI facessero sempre il tifo per l'Ergotelis quando questo era nelle serie inferiori. Curiosamente la prima gara di sempre tra Ergotelis e OFI (un'amichevole nel 1929) terminò dopo 35 minuti con l'Ergotelis in vantaggio di un gol, quando la gara dovette essere abbandonata a causa della rissa scoppiata tra i giocatori delle due squadre.

## Palmarès

### Competizioni nazionali
- Beta Ethniki: 2

1965-1966, 2005-2006
- Gamma Ethniki: 2

1970 (gruppo 5), 2016-2017 (gruppo 4)
- Delta Ethniki: 2

1984-1985 (gruppo 1), 1995-1996 (gruppo 2)

### Altri piazzamenti
- Beta Ethniki:

Secondo posto: 1959-1960 (girone Sud)
Terzo posto: 2003-2004
- Football League (Grecia):

Secondo posto: 2012-2013
- Gamma Ethniki:

Secondo posto: 2002-2003
Terzo posto: 1977 (gruppo 8)
- Delta Ethniki:

Secondo posto: 1983-1984 (gruppo 2), 1992-1993 (gruppo 1), 1999-2000 (gruppo 1), 2000-2001 (gruppo 2), 2001-2002 (gruppo 2)
Terzo posto: 1991-1992 (gruppo 1), 1994-1995 (gruppo 2)

## Organico

### Rosa 2019-2020
Aggiornata al 2 settembre 2020.
| N. |                        | Ruolo | Calciatore              |
| -- | ---------------------- | ----- | ----------------------- |
| 2  | Grecia (bandiera)      | D     | Kyriakos Mazoulouxis    |
| 3  | Grecia (bandiera)      | D     | Apostolos Doulgerakis   |
| 4  | Grecia (bandiera)      | D     | Konstantinos Kyriakidis |
| 5  | Grecia (bandiera)      | D     | Christos Batzios        |
| 6  | Grecia (bandiera)      | C     | Vasilios Vogiatzis      |
| 7  | Grecia (bandiera)      | A     | Georgios Manousakis     |
| 8  | Grecia (bandiera)      | C     | Paolo Minchella         |
| 9  | Stati Uniti (bandiera) | A     | Joseph Efford           |
| 10 | Grecia (bandiera)      | A     | Davide Di Manno         |
| 11 | Canada (bandiera)      | D     | James Stamopoulos       |
| 12 | Grecia (bandiera)      | D     | Stelios Labakis         |
| 14 | Grecia (bandiera)      | A     | Manolis Rovithis        |
| 16 | Grecia (bandiera)      | C     | Vasilīs Bouzas          |
| 17 | Grecia (bandiera)      | A     | Andrea Palladino        |

| N. |                    | Ruolo | Calciatore                   |  |
| -- | ------------------ | ----- | ---------------------------- |  |
| 18 | Grecia (bandiera)  | P     | Georgios Chaniotakis         |  |
| 19 | Belgio (bandiera)  | A     | Hugo Cuypers                 |  |
| 20 | Grecia (bandiera)  | C     | Giannis Iatroudis (capitano) |  |
| 21 | Albania (bandiera) | C     | Zani Kurti                   |  |
| 22 | Grecia (bandiera)  | D     | Nikolaos Patas               |  |
| 23 | Grecia (bandiera)  | C     | Giannis Boutsakis            |  |
| 32 | Grecia (bandiera)  | D     | Epaminondas Pantelakis       |  |
| 33 | Grecia (bandiera)  | P     | Panagiotis Ladas             |  |
| 70 | Grecia (bandiera)  | C     | Georgios Angelopoulos        |  |
| 97 | Grecia (bandiera)  | P     | Dimitrios Katsimitros        |  |
| 99 | Grecia (bandiera)  | A     | Ezequiel Piizzi              |  |
|    | Grecia (bandiera)  | D     | Konstantinos Ikonomou        |  |
|    | Grecia (bandiera)  | D     | Manolis Nikolakakis          |  |

### Rosa 2018-2019
| N. |                    | Ruolo | Calciatore              |
| -- | ------------------ | ----- | ----------------------- |
| 8  | Grecia (bandiera)  | C     | Antonis Bourselis       |
| 10 | Grecia (bandiera)  | C     | Angelos Chanti          |
| 11 | Grecia (bandiera)  | C     | Vasilios Rentzas        |
| 12 | Grecia (bandiera)  | A     | Georgios Pamlidis       |
| 13 | Grecia (bandiera)  | P     | Anastasios Daskalakis   |
| 16 | Grecia (bandiera)  | C     | Kōnstantinos Kaznaferīs |
| 18 | Grecia (bandiera)  | C     | Christos Kasapakis      |
| 19 | Brasile (bandiera) | C     | Élton Calé              |
| 20 | Grecia (bandiera)  | C     | Bruno Chalkiadakis      |

| N. |                   | Ruolo | Calciatore               |  |
| -- | ----------------- | ----- | ------------------------ |  |
| 22 | Grecia (bandiera) | C     | Chrysovalantīs Kozorōnīs |  |
| 24 | Grecia (bandiera) | D     | Minas Pitsos (capitano)  |  |
| 31 | Grecia (bandiera) | P     | Zacharias Kavousakis     |  |
| 32 | Grecia (bandiera) | D     | Epaminondas Pantelakis   |  |
| 70 | Grecia (bandiera) | P     | Giannis Dermitzakis      |  |
|    | Grecia (bandiera) | C     | Christos Mingas          |  |
|    | Grecia (bandiera) | A     | Sokratis Evangelou       |  |
|    | Grecia (bandiera) | A     | Panagiōtīs Vlachodīmos   |  |

### Rosa 2017-2018
| N. |                     | Ruolo | Calciatore               |
| -- | ------------------- | ----- | ------------------------ |
| 6  | Spagna (bandiera)   | D     | Melli                    |
| 8  | Grecia (bandiera)   | C     | Antonis Bourselis        |
| 10 | Grecia (bandiera)   | C     | Angelos Chanti           |
| 11 | Grecia (bandiera)   | C     | Vasilios Rentzas         |
| 12 | Grecia (bandiera)   | A     | Georgios Pamlidis        |
| 13 | Grecia (bandiera)   | P     | Anastasios Daskalakis    |
| 15 | Francia (bandiera)  | C     | Yann Boé-Kane            |
| 16 | Grecia (bandiera)   | C     | Kōnstantinos Kaznaferīs  |
| 18 | Grecia (bandiera)   | C     | Christos Kasapakis       |
| 19 | Brasile (bandiera)  | C     | Élton Calé               |
| 20 | Grecia (bandiera)   | C     | Bruno Chalkiadakis       |
| 22 | Grecia (bandiera)   | C     | Chrysovalantīs Kozorōnīs |
| 23 | Grecia (bandiera)   | D     | Leonardo Koutrīs         |
| 24 | Grecia (bandiera)   | D     | Minas Pitsos (capitano)  |
| 25 | Lettonia (bandiera) | D     | Kaspars Gorkšs           |
| 26 | Francia (bandiera)  | D     | Cyriaque Louvion         |
| 27 | Slovenia (bandiera) | A     | Robert Kurež             |

| N. |                      | Ruolo | Calciatore             |  |
| -- | -------------------- | ----- | ---------------------- |  |
| 28 | Francia (bandiera)   | D     | Joris Sainati          |  |
| 31 | Grecia (bandiera)    | P     | Zacharias Kavousakis   |  |
| 32 | Grecia (bandiera)    | D     | Epaminondas Pantelakis |  |
| 42 | Brasile (bandiera)   | A     | Alan                   |  |
| 47 | Brasile (bandiera)   | A     | Marcos Bambam          |  |
| 50 | Serbia (bandiera)    | P     | Bojan Šaranov          |  |
| 55 | Serbia (bandiera)    | A     | Aleksandar Nosković    |  |
| 70 | Grecia (bandiera)    | P     | Giannis Dermitzakis    |  |
| 77 | Comore (bandiera)    | C     | Mohamed Youssouf       |  |
| 88 | Francia (bandiera)   | C     | Greg Houla             |  |
| 90 | Ucraina (bandiera)   | C     | Andriy Bohdanov        |  |
| 91 | Serbia (bandiera)    | A     | Vladimir Djilas        |  |
| 93 | Nigeria (bandiera)   | A     | Michael Olaitan        |  |
| 99 | Serbia (bandiera)    | A     | Nikola Stojanović      |  |
|    | Grecia (bandiera)    | A     | Sokratis Evangelou     |  |
|    | Grecia (bandiera)    | A     | Panagiōtīs Vlachodīmos |  |
|    | Argentina (bandiera) | A     | Esteban Solari         |  |